# Richlands, Virginia
Richlands är en ort i Tazewell County i delstaten Virginia, USA.